# Nicaragua az 1984. évi nyári olimpiai játékokon
Nicaragua az egyesült államokbeli Los Angelesben megrendezett 1984. évi nyári olimpiai játékok egyik részt vevő nemzete volt. Az országot az olimpián 2 sportágban 5 sportoló képviselte, akik érmet nem szereztek.

## Ökölvívás
| Versenyző     | Versenyszám   | Selejtező         | 32-es főtábla                | Nyolcaddöntő      | Negyeddöntő       | Elődöntő          | Döntő             | Helyezés |
| Versenyző     | Versenyszám   | Ellenfél Eredmény | Ellenfél Eredmény            | Ellenfél Eredmény | Ellenfél Eredmény | Ellenfél Eredmény | Ellenfél Eredmény | Helyezés |
| ------------- | ------------- | ----------------- | ---------------------------- | ----------------- | ----------------- | ----------------- | ----------------- | -------- |
| Gustavo Cruz  | Harmatsúly    | erőnyerő          | Star Zulu (ZAM) · 0:5        | kiesett           | kiesett           | kiesett           | kiesett           | 17.      |
| Omar Méndez   | Könnyűsúly    | erőnyerő          | Pernell Whitaker (USA) · 0:5 | kiesett           | kiesett           | kiesett           | kiesett           | 17.      |
| Mario Centeno | Nagyváltósúly | erőnyerő          | Ogivara Csiharu (JPN) · KO   | kiesett           | kiesett           | kiesett           | kiesett           | 17.      |

## Súlyemelés
| Versenyző     | Versenyszám | Szakítás                 | Szakítás                 | Lökés    | Lökés    | Összesen | Helyezés |
| Versenyző     | Versenyszám | Eredmény                 | Helyezés                 | Eredmény | Helyezés | Összesen | Helyezés |
| ------------- | ----------- | ------------------------ | ------------------------ | -------- | -------- | -------- | -------- |
| Alfredo Palma | 60 kg       | 90,0                     | 19.                      | 120,0    | 18.      | 210,0    | 17.      |
| Luis Salinas  | 100 kg      | érvényes kísérlet nélkül | érvényes kísérlet nélkül | kiesett  | kiesett  | kiesett  | kiesett  |